# Possum plyšový
Possum plyšový (Pseudochirops corinnae) je vačnatec z čeledi possumovití, který se vyskytuje ve střední a jihozápadní část Nové Guineje. Habitat druhu tvoří horské pralesy, kde se vyskytuje v nadmořských výškách mezi 900–2900 m. Druh má poměrně velký areál výskytu, jeho početnost nicméně ubývá následkem lovu místními domorodci pro maso. Possum plyšový se vyznačuje velmi krotkou povahou, takže je snadné jej polapit, což jen přispívá k jeho úpadku. Mezinárodní svaz ochrany přírody druh hodnotí jako téměř ohrožený.